# نهائي كأس الأرجنتين 2018
كان نهائي كأس الأرجنتين 2018 المباراة 135 والأخيرة في كأس الأرجنتين 2017–18. وقد جرت في 6 ديسمبر 2018 في ملعب إستاديو مالفيناس بالأرجنتين في مندوزا بين روساريو سنترال وجيمناسيا إيزغريما. فاز روساريو سنترال على جيمناسيا إيزغريما بركلات الترجيح في المباراة النهائية ليفوز بلقبه الأول.